# Pertur
Eduardo Moreno Bergareche (1950-¿1976?), más conocido como Pertur, fue un dirigente de ETA político-militar (ETA-pm) durante los últimos años de la dictadura franquista e inicio de la Transición española, que desapareció en Francia en 1976, sin que hasta la fecha se haya encontrado su cadáver.
Pertur era el mayor ideólogo marxista-leninista de la organización y como tal maduró la idea fundacional de esta rama de ETA, según la cual se debía fundar un partido revolucionario de izquierdas que trabajara dentro de la «democracia burguesa» (que se concretaría en Euskal Iraultzarako Alderdia, EIA), mientras que ETA permanecería como brazo armado garante de las conquistas políticas del partido. Estas ideas se plasmaron en la «Ponencia Otsagabia», que Pertur escribió en compañía de otros dirigentes polimilis, como Javier Garayalde Erreka, y que finalmente fue aprobada en la VII Asamblea de ETA-pm.
Su desaparición tuvo lugar en julio de 1976 y se atribuyó a los «comandos bereziak» («comandos especiales») de ETA-pm, con los que Pertur mantenía discrepancias acerca de las estrategias a seguir por la organización y que habían llegado a secuestrarle unos meses antes. Un grupo autodenominado Triple A (Alianza Apostólica Anticomunista), tapadera bajo la que actuaban miembros de los aparatos de seguridad del Estado, reivindicó el secuestro y asesinato una vez denunciado este por sus familiares. Las dos hipótesis sobre la autoría del asesinato de Pertur, la que señalaba a los bereziak y la relativa a la extrema derecha, han seguido vigentes a lo largo de los años, dado que los restos de Moreno Bergareche no han aparecido. En 2007 se emitió un documental sobre el caso, que favorecía la hipótesis del terrorismo de Estado. En 2008 se reabrió judicialmente el caso a petición de la familia de Pertur. En este juicio se interrogó a antiguos dirigentes neofascistas italianos que habían colaborado con los bajos fondos de los servicios de seguridad españoles durante la Transición. En septiembre de 2012 se dictó el sobreseimiento provisional de la investigación por carecer de indicios y pruebas suficientes que permitan señalar a alguien.

## Biografía

### Infancia y formación
Eduardo Moreno Bergareche nació en la ciudad guipuzcoana de San Sebastián, en el País Vasco en España el 13 de octubre de 1950. Perteneciente a una familia acomodada de la burguesía donostiarra, estudió en el colegio de los hermanos marianistas de San Sebastián. Prosiguió su formación superior, estudiando Ciencias Empresariales, en la sede de la universidad de los jesuitas de Deusto, en San Sebastián, la EUTG. Coincidió en clase, en el colegio, con Jaime Mayor Oreja y fue amigo de Gorka Knörr, futuros dirigentes del Partido Popular y de Eusko Alkartasuna, respectivamente. Siempre se le consideró un «hombre de acción», lo que contrasta con el papel de ideólogo que interpretó en ETA.

### Militancia en ETA
En 1972 intentó ingresar en ETA pero fue rechazado y pasó a integrarse en el frente cultural, donde dirigió la revista Hautsi, boletín interno de la organización.
En 1973 se inició la VI Asamblea en Hasparren (País Vasco francés). Los desacuerdos en la asamblea culminaron en octubre de 1974 con la división de la organización entre ETA político-militar (ETA-pm), el sector mayoritario, y ETA militar (ETA-m), proveniente del frente militar y dirigido por Argala. Pertur se revelaría como uno de los dirigentes e ideólogos de ETA-pm, junto con Francisco Javier Garayalde Erreka. Ambos fueron los autores de la «ponencia Otsagabia», programa central de la organización, aprobado en la VII asamblea general, celebrada en Saint-Palais en septiembre de 1976. «Otsagabia» establecía que ETA-pm se debía dividir en dos nuevos grupos especializados en diferentes tareas. En primer lugar: la «lucha política», para la que se crearía un partido dirigente de corte bolchevique que aprovechara todos los cauces que el nuevo sistema podía ofrecer, incluyendo las elecciones. En segundo lugar: la «lucha armada», a la que se dedicaría una nueva ETA-pm que adoptaría el papel de retaguardia. Ese desdoblamiento fue el origen de Euskal Iraultzarako Alderdia (EIA) y posteriormente, al aceptar aliarse con el Movimiento Comunista de Euskadi (EMK), de la coalición Euskadiko Ezkerra (EE) que acabaría monopolizando.
El secuestro y posterior asesinato, el 8 de abril de 1976, del industrial Ángel Berazadi marcaría una ruptura en el seno de los "polimilis". La dirección tomó la decisión de asesinar a Berazadi tras 21 días de secuestro con tres votos a favor frente a dos en contra y una abstención, anteponiéndose la parte militar de la organización, los bereziak (comandos especiales), a la política. Según parece, la opinión de la línea política encabezada por Pertur era la de aceptar la parte del rescate ofrecida por la familia del empresario.
Otros dos hechos ahondaron las distancias entre los bereziak y Pertur: por una parte, el arresto de Pertur en mayo por parte de los bereziak para que diera cuenta de una posible infracción de los códigos internos por una carta que remitió a los presos de Burgos y, por otra parte, la sospecha de que, a través del abogado Juan Mari Bandrés, mantenía contactos con el Gobierno español. 
Estos desencuentros provocarían la salida de la mayoría de los bereziak de ETA-pm en la VII asamblea y su ingreso posterior en ETA militar.

### Desaparición
El 23 de julio de 1976, ocho meses después de la muerte del dictador Francisco Franco, acudió a una cita a las 10 de la mañana en el bar La Consolation de la comuna francesa de San Juan de Luz. Un poco antes había recibido una nota que le indicaba escuetamente que se iba a reunir con «una persona que te conoció hace un mes y te quiere volver a ver». Esta persona no apareció. Al salir del bar a las 11, se encontró con sus compañeros de organización Miguel Ángel Apalategi Ayerbe, Apala y Francisco Mujika Garmendia, Pakito; Pertur les pidió que le llevaran en coche a la cercana localidad de Urrugne, donde tenía otra reunión. Ambos declararon posteriormente que, tras conducirlo hasta la plaza de Pausu, en Urrugne, a pocos metros de la frontera española, se despidieron de él. Esta fue la última vez que se le vio.
ETA-pm acusó directamente a los grupos parapoliciales de su desaparición y uno de ellos, la Triple A, reivindicó la autoría. No obstante, algunos sectores de opinión pronto mostraron sus sospechas de que los verdaderos autores de su secuestro y asesinato hubieran sido militantes de ETA-pm, y más concretamente los dos últimos que le vieron con vida. La familia, en una rueda de prensa ofrecida en 1978, defendió esta postura. Su madre Marta Bergareche declaró posteriormente:

«ETA es hoy una banda nazi y mafiosa. En ETA, un pequeño grupo de fanáticos, mafiosos y nazis sigue creyendo que en este país no puede haber democracia».

La delicada situación de ETA en aquellos años siempre ha abonado la tesis de la purga interna, consolidada por episodios posteriores como el asesinato de Yoyes en 1986. Sin embargo, la existencia de guerra sucia contra la organización y el interés externo por azuzar la división en su seno abren la puerta al resto de hipótesis.

### Herencia política
A Pertur se le consideró precursor del partido que nacería de ETA político militar, Euskal Iraultzarako Alderdia, EIA («Partido para la Revolución Vasca»), que al aliarse con el Movimiento Comunista de Euskadi conformaría la coalición Euskadiko Ezkerra («Izquierda de Euskadi»). Euskadiko Ezkerra acabó fusionándose con el Partido Socialista de Euskadi-PSOE para formar el Partido Socialista de Euskadi - Euskadiko Ezkerra. Un sector disidente formaría Euskal Ezkerra, para desaparecer poco después. Con la autodisolución de ETA-pm[¿cuándo?] muchos de sus militantes pasaron a integrar las filas de ETA-m, desde entonces llamada simplemente ETA.
Cada 23 de julio se realiza una concentración en memoria de Pertur, donde se suelen ver las antiguas banderas de EIA.

## DocumentalEl año de todos los demonios
El cineasta y exmilitante de ETA-pm Ángel Amigo presentó en 2007 un documental que apunta a la hipótesis de la implicación de organizaciones neofascistas. En ella se argumenta que a Pertur lo secuestraron activistas del neofascismo italiano y que estos lo entregaron a la policía española. En el documental, la desaparición de Pertur se contextualiza en la etapa que se vivió entre la muerte de Franco y la llegada de Adolfo Suárez a la presidencia. Fue el año de los sucesos de Montejurra y los de Vitoria.
La película se basa principalmente en un sumario elaborado por un grupo de jueces de instrucción italianos entre 1984 y 1987. En este, abierto para investigar el asesinato de un juez transalpino, se investigan organizaciones de extrema derecha que actuaban en el País Vasco en la época de la muerte de Pertur. Uno de los eslabones de la investigación lo constituyen documentos de la DINA chilena encontrados en Argentina con datos sobre estos grupos, que también colaboraron en la Operación Cóndor. 
El sumario italiano recoge declaraciones tomadas a una docena de neofascistas «arrepentidos» o encarcelados, en las cuales estos afirman su estrecha relación con los aparatos del régimen franquista y su actuación impune en el País Vasco francés, bajo órdenes de agentes españoles y con los medios proporcionados por ellos. Entre las operaciones llevadas a cabo —como el asesinato de Argala— comentan el secuestro de un militante de ETA en 1976 que fue entregado a agentes españoles para su posterior interrogatorio. En ningún momento se menciona a Pertur, pero el documental argumenta que, teniendo en cuenta que no existen indicios de ninguna otra desaparición en esos años, deben referirse con toda seguridad a Pertur. Ángel Amigo dijo en una entrevista publicada en el diario en euskera Berria:

«[El sumario] está archivado. Los jueces italianos intentaron ir más lejos, pero la policía y la justicia en España les negaron toda colaboración, prueba y detalle. Les interpusieron una pared y no pudieron avanzar más en la investigación»

La película ofrece entrevistas con algunos de los dirigentes de ETA de aquella época. Eugenio Etxebeste Antxon —uno de los bereziak señalados en este caso— tuvo por primera vez la oportunidad de exponer su perspectiva de los hechos ante una cámara. El documental recoge también, entre otros, los testimonios y opiniones de uno de los jueces de instrucción italianos, de dos periodistas que cubrieron el caso, del agente de la inteligencia francesa Alain Etcheto y del responsable del SECED en el País Vasco en aquella época, Ángel Ugarte.

## Reapertura judicial del caso en 2008
En mayo de 2008, los padres de Pertur presentaron una querella criminal para reclamar una investigación sobre el caso. Argumentaron que se trataba de un delito de terrorismo y que era la Audiencia Nacional la que debía investigarlo. Al no haber aparecido el cuerpo de Pertur, el delito no habría prescrito, ya que este es permanente hasta que aparezca el cadáver o que se averigüe su paradero.
Según Angelo Izzo, un neofascista italiano interrogado en el juicio, en aquellos años existió una masía cerca de Barcelona en la que había sido secuestrado un miembro de ETA. Aportan incluso el nombre de la casa: «La Fábrica». Pierluigi Concutelli (terrorista neofascista de los setenta y condenado a cadena perpetua), que en aquel periodo se encontraba en España, al igual que muchos neofascistas italianos en contacto con los servicios secretos y la extrema derecha españoles, habría relatado presuntamente a Izzo que una vez había secuestrado a un miembro de ETA y lo había entregado a grupos parapoliciales españoles. Izzo también señaló a Jean Pierre Cherid, mercenario exmiembro del grupo francés OAS y luego de diversos operativos parapoliciales españoles, entre ellos los GAL, que había llegado a España contratado por el SECED para participar en los sucesos de Montejurra, como uno de los líderes de este grupo.
Sergio Calore, otro neofascista que orbitó en torno al grupo italiano, corroboró la existencia de la masía. Según su testimonio, citado por EFE:

«Servía para preparar acciones contra ETA y los asesinados eran enterrados en un bosque».

Sin embargo, la Audiencia Nacional no consideró verosímil la teoría del neofascismo italiano y también citó a declarar como imputados a Pakito y Apala. En septiembre de 2012, el juez de la Audiencia Nacional encargado del caso, Fernando Andreu, decidió el sobreseimiento provisional de la investigación porque no se había conseguido llegar, tras las investigaciones realizadas desde 2008, a establecer una línea argumental de lo ocurrido en 1976 ni había «fundados indicios» para señalar a nadie.
La única novedad fue la declaración de Lourdes Auzmendi, novia en aquel entonces de Pertur, según la cual Miguel Ángel Apalategi Apala le había dicho, cuando ambos coincidieron en un viaje a Nicaragua, que habían sido ellos «los que le habían secuestrado, asesinado y luego tirado al mar». Miguel Ángel Apalategi, residente en Cuba en el tiempo en que estuvo abierta la investigación, no pudo ser interrogado por el juez Fernando Andreu. Así, ambas tesis se mantienen abiertas.